# Catherine Ndereba
Wincatherine Nyambura Ndereba, detta Catherine (Gatunganga, 21 luglio 1972), è un'ex maratoneta keniota, due volte campionessa mondiale della specialità.

## Palmarès
| Anno | Manifestazione             | Sede        | Evento      | Risultato | Prestazione | Note                                     |
| ---- | -------------------------- | ----------- | ----------- | --------- | ----------- | ---------------------------------------- |
| 1999 | Mondiali di mezza maratona | Palermo     | Individuale | Bronzo    | 1h09'23"    |                                          |
| 1999 | Mondiali di mezza maratona | Palermo     | A squadre   | Oro       | 3h27'40"    |                                          |
| 2003 | Mondiali                   | Saint-Denis | Maratona    | Oro       | 2h23'55"    | Record dei campionati                    |
| 2004 | Giochi olimpici            | Atene       | Maratona    | Argento   | 2h26'32"    |                                          |
| 2005 | Mondiali                   | Helsinki    | Maratona    | Argento   | 2h22'01"    | Miglior prestazione personale stagionale |
| 2007 | Mondiali                   | Osaka       | Maratona    | Oro       | 2h30'37"    | Miglior prestazione personale stagionale |
| 2008 | Giochi olimpici            | Pechino     | Maratona    | Argento   | 2h27'06"    |                                          |

## Campionati nazionali
1996
- Bronzo ai campionati kenioti, 10000 m piani - 33'23"07

1999
- 7ª ai campionati kenioti, 10000 m piani - 33'26"5

2001
- 4ª ai campionati kenioti, 10000 m piani - 33'33"7

2002
- Argento ai campionati kenioti, 10000 m piani - 32'50"2

2003
- Bronzo ai campionati kenioti, 10000 m piani - 32'58"1

2004
- Bronzo ai campionati kenioti, 10000 m piani - 32'52"8

2005
- Oro ai campionati kenioti, 10000 m piani - 33'22"27

2006
- 4ª ai campionati kenioti, 10000 m piani - 32'29"8

2007
- 4ª ai campionati kenioti, 10000 m piani - 33'27"6

2008
- Argento ai campionati kenioti, 10000 m piani - 33'29"0

2011
- 7ª ai campionati kenioti, 5000 m piani - 16'43"2

## Altre competizioni internazionali
1995
- Bronzo alla Pittsburgh 10 km ( Pittsburgh) - 31'35"

1996
- Oro alla Mezza maratona di Filadelfia ( Filadelfia) - 1h10'40"

1998
- Oro alla Run by the River ( Clarksville), 5 km - 15'07"

1999
- 6ª alla Maratona di Boston ( Boston) - 2h28'26"
- Argento alla Maratona di New York ( New York) - 2h27'34"
- Oro alla Mezza maratona di Filadelfia ( Filadelfia) - 1h10'31"
- Argento alla Peachtree Road Race ( Atlanta) - 31'43"
- Oro alla Beach to Beacon ( Cape Elizabeth) - 32'05"
- Oro alla Run by the River ( Clarksville), 5 km - 15'09"

2000
- Oro alla Maratona di Boston ( Boston) - 2h26'11"
- Oro alla Maratona di Chicago ( Chicago) - 2h21'33"
- Oro alla Mezza maratona di Como ( Como) - 1h09'02"
- Oro alla Mezza maratona di Filadelfia ( Filadelfia) - 1h10'01"
- Oro alla Utica Boilermaker ( Utica), 15 km - 48'47"
- 4ª alla Peachtree Road Race ( Atlanta) - 31'41"
- Oro alla Beach to Beacon ( Cape Elizabeth) - 32'19"
- Argento alla New York Mini 10K ( New York) - 32'22"

2001
- Oro alla Maratona di Boston ( Boston) - 2h23'53"
- Oro alla Maratona di Chicago ( Chicago) - 2h18'47"
- Oro alla City-Pier-City Loop ( L'Aia) - 1h07'53"
- Oro alla Mezza maratona di Filadelfia ( Filadelfia) - 1h08'30"
- Oro alla Utica Boilermaker ( Utica), 15 km - 48'06"
- Oro alla Avon Women's Running ( Budapest) - 31'02"
- Oro alla Beach to Beacon ( Cape Elizabeth) - 31'34"
- 5ª alla World's Best 10K ( San Juan) - 32'30"
- Oro alla Peachtree Road Race ( Atlanta) - 33'34"

2002
- Argento alla Maratona di Boston ( Boston) - 2h21'12"
- Argento alla Maratona di Chicago ( Chicago) - 2h19'26"
- Oro alla Mezza maratona di Kyoto ( Kyoto) - 1h08'48"
- Oro alla Mezza maratona di Sapporo ( Sapporo) - 1h08'57"
- Oro alla Mezza maratona di Filadelfia ( Filadelfia) - 1h09'20"
- Bronzo alla Beach to Beacon ( Cape Elizabeth) - 32'07"
- Oro alla The British 10K ( Londra) - 32'12"
- Oro alla Peachtree Road Race ( Atlanta) - 34'03"

2003
- Argento alla Maratona di Londra ( Londra) - 2h19'55"
- Argento alla Maratona di New York ( New York) - 2h23'03"
- Oro alla Mezza maratona di Sapporo ( Sapporo) - 1h08'20"
- Oro alla Beach to Beacon ( Cape Elizabeth) - 31'53"
- 5ª alla New York Mini 10K ( New York) - 32'29"
- Oro alla Barbados Run ( Bridgetown) - 34'26"

2004
- Oro alla Maratona di Boston ( Boston) - 2h24'27"
- 5ª alla Mezza maratona di Sapporo ( Sapporo) - 1h10'52"
- Oro alla Mezza maratona di Kobe ( Kōbe) - 1h12'10"
- Argento alla Cherry Blossom 10 Miles ( Washington), 10 miglia - 53'00"
- Argento alla San Silvestro Vallecana ( Madrid) - 33'19"
- 5ª alla Beach to Beacon ( Cape Elizabeth) - 32'31"

2005
- Oro alla Maratona di Boston ( Boston) - 2h25'13"
- Oro alla Mezza maratona di Sapporo ( Sapporo) - 1h09'24"
- 7ª alla Great North Run ( Newcastle upon Tyne) - 1h10'20"
- Argento alla Mezza maratona di Okayama ( Okayama) - 1h11'20"
- Oro alla The U.S. 10K Classic ( Atlanta) - 33'39"

2006
- Bronzo alla Maratona di New York ( New York) - 2h26'58"
- Oro alla New York Half Marathon ( New York) - 1h09'43"
- 8ª alla Mezza maratona di Sapporo ( Sapporo) - 1h11'50"
- Argento alla Mezza maratona di Sendai ( Sendai) - 1h12'00"
- Oro alla Mezza maratona di Bogotá ( Bogotà) - 1h10'56"

2007
- 5ª alla Maratona di New York ( New York) - 2h29'08"
- Argento alla New York Half Marathon ( New York) - 1h10'33"
- 10ª alla Mezza maratona di Sapporo ( Sapporo) - 1h11'51"
- Oro alla National Capital Race Weekend ( Ottawa) - 33'02"

2008
- 5ª alla Maratona di New York ( New York) - 2h29'14"
- Oro alla New York Half Marathon ( New York) - 1h10'19"
- Argento alla Mezza maratona di Filadelfia ( Filadelfia) - 1h10'32"
- 11ª alla Mezza maratona di Sapporo ( Sapporo) - 1h12'37"
- Oro alla Mezza maratona di Montréal ( Montréal) - 1h13'11"
- 4ª alla Cherry Blossom 10 Miles ( Washington), 10 miglia - 54'52"
- Argento alla Utica Boilermaker ( Utica), 15 km - 50'40"
- Oro alla Great Australian Run ( Melbourne), 15 km - 50'43"
- 6ª alla Great Manchester Run ( Manchester) - 32'55"
- Argento alla Newport 10000 ( Jersey City) - 32'44"

2009
- 6ª alla Maratona di Londra ( Londra) - 2h26'22"
- Oro alla Mezza maratona di Filadelfia ( Filadelfia) - 1h09'43"
- Argento alla City-Pier-City Loop ( L'Aia) - 1h11'35"
- Bronzo alla New York Half Marathon ( New York) - 1h11'56"
- 5ª alla Mezza maratona di Bogotá ( Bogotà) - 1h16'01"
- 5ª alla Great South Run ( Portsmouth), 10 miglia - 55'28"
- 5ª alla Cherry Blossom 10 Miles ( Washington), 10 miglia - 54'27"
- 4ª alla New York Mini 10K ( New York) - 33'21"
- Oro alla British 10-K London Run ( Londra) - 33'54"

2010
- 16ª alla Mezza maratona di Lisbona ( Lisbona) - 1h18'18"
- Oro alla Mezza maratona di Alexandria ( Alexandria) - 1h13'17"
- 6ª alla Beach to Beacon ( Cape Elizabeth) - 33'34"
- 8ª alla Crescent City Classic ( New Orleans) - 35'06"

2011
- Bronzo alla Maratona di Pechino ( Pechino) - 2h30'14"
- Bronzo alla Mezza maratona di Zhuhai ( Zhuhai) - 1h11'59"
- 11ª alla Beach to Beacon ( Cape Elizabeth) - 34'31"

2012
- 22ª alla Nagoya International Women's Marathon ( Nagoya) - 2h35'08"
- Argento alla Mezza maratona di Gifu ( Gifu) - 1h13'04"
- Oro alla Mezza maratona di Schoorl ( Schoorl) - 1h17'59"

2013
- 6ª alla Mezza maratona di Yangzhou ( Yangzhou) - 1h17'54"

2015
- 7ª alla Maratona di Nagano ( Nagano) - 2h50'52"